# استفان بیلی
استفان بیلی (انگلیسی: Stefan Bailey؛ زادهٔ ۱۰ اکتبر ۱۹۸۷) بازیکن فوتبال اهل بریتانیا است.
از باشگاه‌هایی که در آن بازی کرده‌است می‌توان به باشگاه فوتبال ویلدستون، باشگاه فوتبال کویینز پارک رنجرز، باشگاه فوتبال بنبری یونایتد، باشگاه فوتبال هاوانت و واترلوویل، باشگاه فوتبال آکسفورد یونایتد، باشگاه فوتبال ابسفلیت یونایتد، باشگاه فوتبال تلفورد یونایتد، باشگاه فوتبال کترینگ تاون، باشگاه فوتبال دانستیبل تاون، باشگاه فوتبال فارن‌بورو، و باشگاه فوتبال گرایس اتلتیک اشاره کرد.
وی همچنین در تیم ملی فوتبال England C بازی کرده‌است.